# Juke Box (Franco Battiato)
Juke Box è il settimo album di Franco Battiato, pubblicato dalla Dischi Ricordi nel maggio 1978.
Le tracce, quasi tutte strumentali, furono composte come colonna sonora del film Brunelleschi, ma alla fine vennero rifiutate in quanto giudicate inadatte. Il film documentario, a cura di Claudio Barbati per la regia di Roberto Cacciaguerra, realizzato in occasione del sesto centenario della nascita di Filippo Brunelleschi, venne trasmesso in due puntate dalla Rete 2 della RAI il 29 marzo e il 5 aprile 1978.
La prima puntata, intitolata "Filippo Brunelleschi fiorentino", era quella in cui dovevano esserci le musiche di Franco Battiato, che vennero però sostituite da materiale preso da repertori di musica sacra antica; di Battiato vennero utilizzati solo due frammenti, estratti rispettivamente da Pollution e da Sulle corde di Aries. La seconda puntata, intitolata "Viaggio dentro la cupola" e dedicata alla cupola della cattedrale di Santa Maria del Fiore di Firenze, venne sonorizzata con brani di Luciano Berio, Roberto Cacciapaglia, Igor' Fëdorovič Stravinskij, Olivier Messiaen, Keith Jarrett (un frammento del Köln Concert venne adoperato per i titoli di testa di entrambe le puntate) e Terry Riley.
Il testo di Hiver è tratto dal libro Le statue d'acqua della scrittrice Fleur Jaeggy; la melodia di Agnus sarà parzialmente ripresa da Battiato per Stranizza d'amuri, brano presente nell'album L'era del cinghiale bianco, ma già composto anni prima (è stata pubblicata una prima versione, all'interno del CD antologico La convenzione, che i crediti datano al 1975).

## Tracce
Testi di Franco Battiato, musiche di Franco Battiato e Giusto Pio
Lato A
1. Campane (per soprano, violini e pianoforte) – 2:45
2. Su Scale (per voce, coro e due pianoforti) – 4:50
3. Martyre Celeste (per due violini) – 5:20

Durata totale: 12:55
Lato B
1. Hiver (per soprano e pianoforte) – 2:52
2. Agnus (per voce, soprano, nove violini, due trombe e pianoforte) – 4:21
3. Telegrafi (per violino solo) – 6:37

Durata totale: 13:50

## Formazione
- Franco Battiato – voce, pianoforte
- Giusto Pio – violino
- Juri Camisasca – voce
- Antonio Ballista – pianoforte
- Alide Maria Salvetta – voce soprano
- Roberto Cacciapaglia – direzione d'orchestra (tracce A1 e B5)